# Synallaxis ruficapilla
El pijuí coronirrojo (Synallaxis ruficapilla), también denominado pijuí corona rojiza (en Argentina y Paraguay),  pijuí de cabeza rojiza (en Argentina) o coludito corona rojiza (en Uruguay), es una especie de ave paseriforme de la familia Furnariidae perteneciente al numeroso género Synallaxis. Es nativa del centro este de América del Sur.

## Distribución y hábitat
Se distribuye por el sureste de Brasil (sur de Goiás, sur de Minas Gerais y Espírito Santo hacia el sur hasta el norte de Rio Grande do Sul), este de Paraguay (Canindeyú, Alto Paraná, Itapúa) y noreste de Argentina (Misiones, Corrientes). Se le considera presente de origen incierta en Uruguay.
Esta especie es considerada bastante común en su hábitat natural: el estrato inferior del interior y los bordes de selvas húmedas de la Mata Atlántica, hasta los 1400 m de altitud.

## Descripción
Mide entre 13 y 17 cm de longitud y pesa entre 12 y 16 g. De corona, alas y cola color castaño rojizo rufo; zona loreal y mejillas negruzcas; una delgada lista superciliar amarilla clara; garganta blanca grisácea a plateada con una mancha oscura; pecho gris blancuzco, flancos y vientre acanelados a ocráceos.

## Comportamiento
Generalmente anda en pareja, saltitando y hurgando cerca del suelo del denso sotobosque, donde muestra una fuerte preferencia por bambuzales. Poco frecuentemente se junta a bandadas mixtas.

### Alimentación
Se alimenta de insecto, arañas y moluscos.

### Reproducción
Su nido es un montón denso y alargado de palitos, con entrada superior y recubierto con fragmentos de pieles de serpientes y  lagartos.

### Vocalización
Su canto, oído con frecuencia, es una rápida frase algo nasal, como «di-di-di-riít», a veces repetida interminablemente.

## Sistemática

### Descripción original
La especie S. ruficapilla fue descrita por primera vez por el naturalista francés Louis Pierre Vieillot en 1819 bajo el mismo nombre científico; su localidad tipo es: «cerca de Río de Janeiro, Brasil».

### Etimología
El nombre genérico femenino «Synallaxis» puede derivar del griego «συναλλαξις sunallaxis, συναλλαξεως sunallaxeōs»: intercambio; tal vez porque el creador del género, Vieillot, pensó que dos ejemplares de características semejantes del género podrían ser macho y hembra de la misma especie, o entonces, en alusión a las características diferentes que garantizan la separación genérica; una acepción diferente sería que deriva del nombre griego «Synalasis», una de las ninfas griegas Ionides. El nombre de la especie «ruficapilla», se compone de las palabras del latín «rufus»: rojizo, rufo, y «capillus»: de gorra; significando «de gorra rufa».

### Taxonomía
La presente es la especie tipo de su género. Se considera que forma un grupo con Synallaxis cinerea y S. infuscata; y previamente fue considerada conespecífica con esta última, pero las diferencias vocales indican que infuscata merece el rango de especie plena. Análisis recientes, utilizando la morfología y vocalizaciones, sugieren que, dentro del grupo, solo la presente especie y S. infuscata deberían ser considerados como taxones válidos, y que S. cinerea debería ser sinónimo de la presente.  Sin embargo, con base en la filogenética molecular, se recomienda continuar con el reconocimiento de las tres especies, a pesar de las evidencias de flujo genético entre ruficapilla y cinerea; este estudio también encontró evidencias de que la presente especie comprende dos grupos (norteño y sureño); que un taxón no descrito de la Amazonia oriental de Brasil es hermano de la presente y de S. cinerea; y que el pariente más próximo a este grupo sería S. moesta (de los contrafuertes andinos orientales). Futuros análisis más profundos podrían tal vez clarificar la verdadera situación taxonómica. Es monotípica.